# Luigi Antonio Calegari
Luigi Antonio Calegari (Pàdua, 1780 - Venècia, 1849) fou un compositor d'òpera italià.
Era nebot d'Antonio Calegari (1757-1828) i, possiblement relacionat amb altres compositors de la família Calegari de Pàdua, com Francesco Antonio Calegari (1656-1742) i Giuseppe Calegari, compositor d'una Betulia Liberata (1771). A Pàdua va tenir entre altres alumnes en Francesco Antonio Vallotti. Va morir a Venècia.

## Òperes
- Il matrimonio scoperto ossia Le polpette (1804, Pàdua)
- Erminia (1805, Venècia)
- La serenata (1806, Pàdua)
- Amor soldato (1807, Pàdua)
- Irene e Filandro (1808, Venècia)
- La giardiniera (1808, Roma)
- Raoul di Crequi (1808, Pàdua)
- Il prigioniero (1810, Venècia)
- Omaggio del cuore (1815, Piacenza)
- Saul (1821, Venècia) - inspirat en l'oratori de Vittorio Alfieri.